# Hrabstwo Camas
Hrabstwo Camas (ang. Camas County) – hrabstwo w stanie Idaho w Stanach Zjednoczonych. Obszar całkowity hrabstwa obejmuje powierzchnię 1079,02 mil² (2794,65 km²). Według szacunków United States Census Bureau w roku 2009 miało 1109 mieszkańców. Jego siedzibą administracyjną jest Fairfield.
Hrabstwo ustanowiono 6 lutego 1917 r. Nazwa pochodzi od kamasji, która była wykorzystywana jako źródło pokarmu przez osadników.